# Мисс Казахстан 2021
Мисс Казахстан 2021 года (каз. Мисс Қазақстан 2021, каз. Miss Qazaqstan 2021) — прошедший 23-й национальный конкурс красоты Мисс Казахстан. Финал конкурса прошёл 16 ноября в Алматы. Победительницами конкурса стали — Анна Глубоковская («Kazakhstan Miss Earth»), Айдана Ахантаева («Kazakhstan Miss Universe») и Назерке Карманова («Kazakhstan Miss World»). Титулы Вице-Мисс получили Данагуль Карабай и Карлыгаш Сексенқызы

## Проведение конкурса
Из-за распространения COVID-19 в Казахстане, конкурс в 2020 году был отменён и перенесён на 2021 год.
В начале ноября была выбрана участница в номинации «Красота в милосердии» и будет участвовать в финале конкурсе, ей стала Наргиз Елеусизова из Кокшетау.
Также в начале начале месяца была выбрана участница в номинации «Мисс Спорт» и будет участвовать в финале конкурсе, ей стала Данагуль Карабай из Павлодара.
Победительница «Мисс Казахстан» получит денежный приз, многочисленные рекламные контракты с люксовыми брендами.

## Жюри
Состав жюри:
- Сункар Карабалин — директор ТОО «Effective Media Liaison»;
- Марат Бисенгалиев — скрипач и председатель состава жюри;
- Мадина Садвакасова — певица;
- Алексей Чжен — стилист и основатель «Kazakhstan Fashion Week»;
- Тауекел Мусилим — актёр;
- Виктория Моминбаева — «Миссис Казахстан» и публицист;
- Совет Сеитов — общественный деятель;
- Айдай Исаева — победительница «Мисс Казахстан 2013» и телеведущая;
- Алена Кырбасова — директор «Мисс Казахстан».

## Результаты
| Итоговый результат | Участница |
| ------------------ | --- |
| Победительницы     | Анна Глубоковская («Kazakhstan Miss Earth»), Айдана Ахантаева («Kazakhstan Miss Universe»), Назерке Карманова («Kazakhstan Miss World»)                                                               |
| Вице Мисс          | - Данагуль Карабай - Карлыгаш Сексенкызы |
| Топ 15             | - Малика Каримова § - Асият Исембаева - Рауаш Рүстемкызы - Ханзада Азирбай - Шугыла Жаксыбекова - Индира Маханова - Айдана Жумабекова - Карлыгаш Жангарина - Наргиз Елеусизова - Екатерина Кужекешева |

§ — Победительница народного голосования

## Участницы
Список участниц:
| Участница            | Возраст | Родной регион/город | Итоговое место             | Примечание                                                                   |
| -------------------- | ------- | ------------------- | -------------------------- | ---------------------------------------------------------------------------- |
| Султанбиби Шахапова  | 18      | Туркестан           |                            | По другим данным ей 17 лет                                                   |
| Айгерим Суинова      | 21      | Атырау              |                            |                                                                              |
| Назерке Карманова    | 23      | Актобе              | «Kazakhstan Miss World»    |                                                                              |
| Айдана Жумабекова    | 20      | Павлодар            | Топ 15                     |                                                                              |
| Малика Каримова      | 21      | Костанай            | Топ 15                     | Фамилия также указана, как Карим                                             |
| Екатерина Кужекешева | 17      | Уральск             | Топ 15                     |                                                                              |
| Анна Глубоковская    | 20      | Караганда           | «Kazakhstan Miss Earth»    |                                                                              |
| Шугыла Жаксыбекова   | 17      | Шымкент             | Топ 15                     | Фамилия также указана, как Жаксыбек                                          |
| Регина Крюкова       | 21      | Семей               |                            | По другим данным ей 22 года                                                  |
| Айсулу Сагындыкова   | 18      | Кызылорда           |                            | По другим данным ей 17 лет                                                   |
| Айгерим Ауталипова   | 26      | Кокшетау            |                            |                                                                              |
| Айдана Ахантаева     | 21      | Астана              | «Kazakhstan Miss Universe» |                                                                              |
| Рауаш Рүстемкызы     | 20      | Талдыкорган         | Топ 15                     |                                                                              |
| Индира Маханова      | 23      | Тараз               | Топ 15                     |                                                                              |
| Алина Егорова        | 22      | Усть-Каменогорск    |                            |                                                                              |
| Сымбат Абылаева      | 20      | Актау               |                            |                                                                              |
| Наргиз Елеусизова    | 22      | Кокшетау            | Топ 15                     | Победительница в номинации «Красота в милосердии» «Мисс благотворительность» |
| Данагуль Карабай     | 20      | Павлодар            | Вице Мисс                  | Победительница в номинации «Мисс Спорт»                                      |
| Асият Исембаева      | 21      | Алматы              | Топ 15                     |                                                                              |
| Амира Скак           | 21      | Алматы              |                            |                                                                              |
| Мария Штирц          | 23      | Алматы              |                            |                                                                              |
| Салтанат Нурпеисова  | 20      | Алматы              |                            |                                                                              |
| Айзада Хабиболлаева  | 21      | Астана              |                            | «Мисс Астана — 2019»                                                         |
| Ханзада Азирбай      | 22      | Астана              | Топ 15                     | Первая вице-мисс Астана 2019                                                 |
| Карлыгаш Жангарина   | 20      | Астана              | Топ 15                     | Вторая вице-мисс Астана 2019                                                 |
| Натали Федотенкова   | 25      | Астана              |                            | Третья вице-мисс Астана                                                      |
| Карлыгаш Сексенкызы  | 18      | Алматы              | Вице мисс                  | «Мисс Fashion»                                                               |
| Полина Филимонова    | 19      | Усть-Каменогорск    |                            | «Мисс Талант»                                                                |

## Выбывший город
- По неизвестным причинам не названная победительница от города Петропавловск[47] не участвует в конкурсе красоты[12][2].
- Участница Азиза Токашева[48][49] из Алматы[48] не участвует в финале конкурса[2].

### Комментарии
1. ↑  На момент участия в конкурсе

### Сноски
1. 1 2  Звезды выберут самых красивых девушек Казахстана. Дата обращения: 8 октября 2021. Архивировано 8 октября 2021 года.
2. 1 2 3 4 5 6 7 8 9 10 11 12 13 14 15 16 17 18 19 20 21 22 23 24 25 26 27 28 29 30 31 32 33 34 35 36 37 38 39 40 41 42 43 44 45 46 47 48 49 50 51 52 53 54 55 56 57 58 59 60 61 62 63 64 65 66 67 68 69 70 71 72 73 74 75 76 77 78 79 80 81 82 83 84 85 86 87 88 89 90 91 92 93 94 95 96 97 98 99 100 101 102 103  На конкурсе "Мисс Казахстан - 2021" стартовало народное голосование. Дата обращения: 14 ноября 2021. Архивировано 14 ноября 2021 года.
3. 1 2 3  На конкурсе "Мисс Казахстан 2021" началось народное голосование. Дата обращения: 14 ноября 2021. Архивировано 14 ноября 2021 года.
4. 1 2 3 4 5 6 7 8 9 10 11 12 13 14 15 16  Названы победительницы конкурса "Мисс Казахстан - 2021". Дата обращения: 17 ноября 2021. Архивировано 17 ноября 2021 года.
5. 1 2 3 4 5 6 7 8 9 10 11 12  Объявлены победительницы конкурса "Мисс Казахстан - 2021". Дата обращения: 17 ноября 2021. Архивировано 17 ноября 2021 года.
6. ↑  Конкурс "Мисс Казахстан 2020" отменили из-за пандемии коронавируса. Дата обращения: 8 октября 2021. Архивировано 8 октября 2021 года.
7. ↑  Конкурс "Мисс Казахстан" отменен в 2020 году. Дата обращения: 8 октября 2021. Архивировано 8 октября 2021 года.
8. 1 2  "Красота в милосердии": Zakon.kz представляет конкурсанток. Дата обращения: 13 ноября 2021. Архивировано 13 ноября 2021 года.
9. 1 2 3 4  "Мисс Казахстан-2021": кто победил в номинации "Красота в милосердии". Дата обращения: 13 ноября 2021. Архивировано 13 ноября 2021 года.
10. ↑  Выбери "Мисс Спорт" для возвращения в проект "Мисс Казахстан-2021". Дата обращения: 13 ноября 2021. Архивировано 13 ноября 2021 года.
11. 1 2 3 4  Определена "Мисс Спорт" для возвращения в проект "Мисс Казахстан-2021" | Спортивный портал Vesti.kz. Дата обращения: 13 ноября 2021. Архивировано 13 ноября 2021 года.
12. 1 2  Певица Мадина Садвакасова показала участниц конкурса "Мисс Казахстан-2021". Дата обращения: 13 ноября 2021. Архивировано 13 ноября 2021 года.
13. 1 2 3  Выбрана "Мисс Туркестан - 2021". Дата обращения: 8 октября 2021. Архивировано 8 октября 2021 года.
14. ↑  18-летняя красавица получила титул "Мисс Туркестан". Дата обращения: 24 октября 2021. Архивировано 24 октября 2021 года.
15. 1 2 3  "Мисс Атырау - 2021" стала 21-летняя студентка. Дата обращения: 8 октября 2021. Архивировано 8 октября 2021 года.
16. ↑  21-летняя Айгерим Суинова стала "Мисс Атырау". Дата обращения: 24 октября 2021. Архивировано 24 октября 2021 года.
17. 1 2 3  Названа победительница "Мисс Актобе-2021". Дата обращения: 8 октября 2021. Архивировано 8 октября 2021 года.
18. ↑  Названо имя победительницы "Мисс Актобе - 2021". Дата обращения: 24 октября 2021. Архивировано 24 октября 2021 года.
19. 1 2 3  Стала известна победительница "Мисс Павлодар-2021". Дата обращения: 9 октября 2021. Архивировано 9 октября 2021 года.
20. ↑  20-летняя Айдана Жумабекова стала "Мисс Павлодар" (фото). Дата обращения: 24 октября 2021. Архивировано 24 октября 2021 года.
21. 1 2 3  "Мисс Костанай-2021" стала чемпионка Казахстана по гандболу. Дата обращения: 14 октября 2021. Архивировано 12 октября 2021 года.
22. ↑  21-летняя Малика Каримова стала "Мисс Костанай". Дата обращения: 24 октября 2021. Архивировано 24 октября 2021 года.
23. 1 2 3  Выбрана "Мисс Уральск - 2021". Дата обращения: 14 октября 2021. Архивировано 13 октября 2021 года.
24. ↑  "Мисс Уральск-2021" стала 17-летняя школьница. Дата обращения: 24 октября 2021. Архивировано 24 октября 2021 года.
25. 1 2 3  Кто стал "Мисс Караганда - 2021". Дата обращения: 16 октября 2021. Архивировано 16 октября 2021 года.
26. ↑  "Мисс Караганда - 2021" стала 20-летняя Анна Глубоковская. Дата обращения: 24 октября 2021. Архивировано 24 октября 2021 года.
27. 1 2 3  "Мисс Шымкент - 2021" стала студентка медицинского колледжа. Дата обращения: 20 октября 2021. Архивировано 20 октября 2021 года.
28. ↑  Шугыла Жаксыбекова получила титул "Мисс Шымкент". Дата обращения: 28 октября 2021. Архивировано 28 октября 2021 года.
29. 1 2 3  Выбрана "Мисс Семей - 2021". Дата обращения: 20 октября 2021. Архивировано 20 октября 2021 года.
30. ↑  21-летняя Регина Крюкова стала "Мисс Семей". Дата обращения: 28 октября 2021. Архивировано 28 октября 2021 года.
31. 1 2 3  Стало известно имя победительницы "Мисс Кызылорда - 2021". Дата обращения: 23 октября 2021. Архивировано 23 октября 2021 года.
32. ↑  18-летняя Айсулу Сагындыкова стала "Мисс Кызылорда" (фото). Дата обращения: 28 октября 2021. Архивировано 28 октября 2021 года.
33. 1 2 3  "Мисс Кокшетау - 2021" стала учитель по самопознанию. Дата обращения: 23 октября 2021. Архивировано 23 октября 2021 года.
34. ↑  26-летняя Айгерим Ауталипова стала "Мисс Кокшетау" (фото). Дата обращения: 14 ноября 2021. Архивировано 14 ноября 2021 года.
35. 1 2 3  "Мисс Астана - 2021" стала преподаватель музыки. Дата обращения: 28 октября 2021. Архивировано 28 октября 2021 года.
36. ↑  Обладательницей титула "Мисс Астана-2021" стала 21-летняя пианистка. Дата обращения: 14 ноября 2021. Архивировано 14 ноября 2021 года.
37. 1 2 3  Стала известна победительница "Мисс Талдыкорган - 2021". Дата обращения: 28 октября 2021. Архивировано 28 октября 2021 года.
38. ↑  20-летняя Рауаш Рустемкызы стала "Мисс Талдыкорган-2021". Дата обращения: 14 ноября 2021. Архивировано 14 ноября 2021 года.
39. 1 2 3  Выбрана "Мисс Тараз - 2021". Дата обращения: 28 октября 2021. Архивировано 28 октября 2021 года.
40. 1 2  Названы имена победительниц "Мисс Усть-Каменогорск-2021" и "Мисс Тараз-2021". Дата обращения: 14 ноября 2021. Архивировано 14 ноября 2021 года.
41. 1 2 3  Шеф-кондитер завоевала титул "Мисс Усть-Каменогорск - 2021". Дата обращения: 28 октября 2021. Архивировано 28 октября 2021 года.
42. 1 2 3  Стала известна обладательница титула "Мисс Актау - 2021". Дата обращения: 28 октября 2021. Архивировано 28 октября 2021 года.
43. ↑  20-летняя Сымбат Абылаева стала "Мисс Актау-2021" (фото). Дата обращения: 14 ноября 2021. Архивировано 14 ноября 2021 года.
44. 1 2 3 4  "Мисс Астана 2019" стала 19-летняя студентка Айзада Хабиболлаева. Дата обращения: 14 ноября 2021. Архивировано 14 ноября 2021 года.
45. ↑  "Мисс Астана 2019" стала 19-летняя студентка Айзада Хабиболлаева. Дата обращения: 14 ноября 2021. Архивировано 14 ноября 2021 года.
46. 1 2 3 4  "Мисс Казахстан - 2021": кто из выбывших участниц вернется в конкурс. Дата обращения: 14 ноября 2021. Архивировано 14 ноября 2021 года.
47. ↑  Финальные результаты кастинга. Дата обращения: 24 октября 2021. Архивировано 25 июля 2021 года.
48. 1 2  Объявлено имя победительницы "Мисс Алматы - 2021". Дата обращения: 14 октября 2021. Архивировано 14 октября 2021 года.
49. ↑  Азиза Токашова получила титул "Мисс Алматы". Дата обращения: 24 октября 2021. Архивировано 24 октября 2021 года.